# 鎮坪路駅
座標: 北緯31度14分54秒 東経121度25分30秒 / 北緯31.24833度 東経121.42500度
鎮坪路駅（ちんへいろ-えき）は、中華人民共和国上海市普陀区に位置する3号線・4号線・7号線の駅。

## 利用可能な鉄道路線
上海軌道交通
■3号線
■4号線
■7号線

## 駅構造

### 3・4号線
3号線と4号線はプラットホームを共有している。相対式ホーム2面2線の高架駅。
| 3・4号線ホーム | ←3号線 上海南站・4号線 中山公園方面   |
| 3・4号線ホーム | 島式ホーム                            |
| 3・4号線ホーム | 3号線 江楊北路・4号線 上海火車站方面→ |

### 7号線
島式ホーム1面2線の地下駅。開業当初からホームドア設置。
| 7号線ホーム | ←7号線 美蘭湖方面 |
| 7号線ホーム | 島式ホーム        |
| 7号線ホーム | 7号線 花木路方面→ |

## 駅周辺
- TESCO楽購光新店

## 歴史
- 2000年12月26日 - 3号線開通。
- 2005年12月31日 - 4号線開通。
- 2009年12月5日 - 7号線開通。

## 隣の駅
上海軌道交通
■3号線
曹楊路駅 - 鎮坪路駅 - 中潭路駅
■4号線
曹楊路駅 - 鎮坪路駅 - 中潭路駅
■7号線
嵐皋路駅 - 鎮坪路駅 - 長寿路駅